# Coppa del Kosovo (pallavolo femminile)
La Coppa del Kosovo è una competizione pallavolistica per squadre di club kosovare femminili, organizzata con cadenza annuale dalla FVK.

## Edizioni
| Edizione         | Edizione          | Podio         | Podio     | Podio         |
| Anno             | Sede della finale | Campione      | Risultato | Finalista     |
| ---------------- | ----------------- | ------------- | --------- | ------------- |
| 1998-99 Dettagli | -                 | Kastrioti     | -         | Drita         |
| 1999-00 Dettagli | -                 | Kastrioti     | -         | Drita         |
| 2000-01 Dettagli | -                 | Kastrioti     | -         | Drita         |
| 2001-02 Dettagli | -                 | Gjinoci       | -         | Kastrioti     |
| 2002-03 Dettagli | -                 | Gjinoci       | -         | Kastrioti     |
| 2003-04 Dettagli | -                 | Prishtina     | -         | Kastrioti     |
| 2004-05 Dettagli | -                 | Prishtina     | -         | Kastrioti     |
| 2005-06 Dettagli | -                 | Prishtina     | -         | Kastrioti     |
| 2006-07 Dettagli | -                 | Prishtina     | -         | Kastrioti     |
| 2007-08 Dettagli | -                 | M-Technologie | -         | Drita         |
| 2008-09 Dettagli | -                 | Kastrioti     | -         | Prishtina     |
| 2009-10 Dettagli | -                 | Prishtina     | -         | Kastrioti     |
| 2010-11 Dettagli | -                 | M-Technologie | -         | Drita         |
| 2011-12 Dettagli | -                 | Prishtina     | -         | Kastrioti     |
| 2012-13 Dettagli | -                 | M-Technologie | -         | Prishtina     |
| 2013-14 Dettagli | -                 | Drita         | -         | Kastrioti     |
| 2014-15 Dettagli | -                 | Drita         | -         | Skënderaj     |
| 2015-16 Dettagli | -                 | Drita         | -         | Skënderaj     |
| 2016-17 Dettagli | -                 | Drita         | -         | Skënderaj     |
| 2017-18 Dettagli | -                 | Kastrioti     | -         | Drita         |
| 2018-19 Dettagli | -                 | Skënderaj     | -         | M-Technologie |
| 2019-20 Dettagli | -                 | Drita         | -         | M-Technologie |
| 2020-21 Dettagli | -                 | M-Technologie | -         | Drita         |
| 2021-22 Dettagli | Gjilan            | Drita         | 3 - 2     | Ferizaj       |
| 2022-23 Dettagli | Gjilan            | Drita         | 3 - 2     | Ferizaj       |

## Palmarès
| Squadra       | Titolo | Edizione                                                      |
| ------------- | ------ | ------------------------------------------------------------- |
| Drita         | 7      | 2013-14, 2014-15, 2015-16, 2016-17, 2019-20, 2021-22, 2022-23 |
| Prishtina     | 6      | 2003-04, 2004-05, 2005-06, 2006-07, 2009-10, 2011-12          |
| Kastrioti     | 5      | 1998-99, 1999-00, 2000-01, 2008-09, 2017-18                   |
| M-Technologie | 4      | 2007-08, 2010-11, 2012-13, 2020-21                            |
| Gjinoci       | 2      | 2001-2002, 2002-03                                            |
| Skënderaj     | 1      | 2018-19                                                       |